# Código de las rúbricas
El Código de las rúbricas es un documento litúrgico en tres partes promulgado en 1960 bajo el mandato del Papa Juan XXIII, que en forma de código legal indicaba el derecho litúrgico y sacramental que rige la celebración del Rito Romano Misa y Oficio divino.
El Papa Juan aprobó el Código de rúbricas mediante el motu proprio Rubricarum instructum del 25 de julio de 1960. La Sagrada Congregación de Ritos promulgó el Código de rúbricas, un calendario revisado y cambios (variationes) en el Breviario Romano y el Misal y en el Martirologio Romano mediante el decreto Novum rubricarum al día siguiente.
En el Breviario romano, el Código de rúbricas sustituyó a las reglas anteriores.  En el Misal Romano, sustituyó a las secciones, Rubricae generales Missalis (Rúbricas generales del Misal) y Additiones et variationes in rubricis Missalis ad normam Bullae "Divino afflatu" et subsequentium S.R.C. Decretorum (Adiciones y alteraciones a las Rúbricas del Misal en línea con la Bula Divino afflatu y los decretos de la Sagrada Congregación de Ritos que la siguieron). A la espera de esa revisión, la primera de las dos secciones del Misal Romano mencionadas siguió imprimiéndose como antes, aunque la segunda invalidaba algunas de sus disposiciones. Esta situación anómala fue remediada en la edición típica del Misal Romano de 1962, que imprimió en su lugar las partes del Código de rúbricas que afectaban al Misal. A su vez, el Código de Rúbricas fue sustituido por la Instrucción General del Misal Romano de 1970, pero sigue vigente para las celebraciones del Rito Romano. Misa según el Misal de 1962.

## Contenido
El Código de rúbricas consta de tres partes. La primera parte, "Rúbricas generales" (Rubricae generales), da reglas referentes a días litúrgicos tales como domingos, vigilias, festividades, octavas, y asuntos tales como el color de las vestiduras sagradas.  La segunda parte, "Rúbricas generales del Breviario romano" (Rubricae generales Breviarii Romani), contiene las rúbricas específicas del Breviario romano.  La tercera parte, "Rúbricas generales del Misal Romano" ('Rubricae generales Missalis Romani), contiene las rúbricas específicas del Misal Romano.

## Algunos cambios
Se introdujeron una serie de cambios en las rúbricas, incluyendo un nuevo sistema de clasificación de los diversos días litúrgicos del rito romano (como días de primera, segunda, tercera o cuarta clase) que sustituyó a la clasificación tradicional de los domingos y días festivos como dobles de diversos grados y simples. Las simplificaciones incluyeron la eliminación de muchas de las lecturas patrísticas en Maitines (concretamente, reduciendo el número de lecciones en Maitines a sólo tres en todos los días, incluidos los domingos, salvo en las fiestas de la I y II clase, en las que se recitaban nueve lecciones) y una reducción del número de conmemoraciones que debían observarse en el Oficio y la Misa. Se introdujeron varios cambios en los rituales que debían observarse en la Misa, como la supresión de la obligación del celebrante de leer la Epístola y el Evangelio en el altar durante la Misa solemne, mientras los textos eran cantados por el subdiácono y el diácono, respectivamente.
En asociación con el Código de Rúbricas se publicaron nuevas ediciones típicas del Breviario Romano y del Misal, incorporando en el texto los cambios introducidos por el Código de Rúbricas. El Breviario revisado se publicó en 1961, el mismo año que el Código de Rúbricas; el Misal Romano revisado, el último cuyo título, Missale Romanum ex decreto sacrosancti Concilii Tridentini restitutum lo vinculaba al Concilio de Trento del siglo XVI, en 1962.